# 北原信綱
北原 信綱（きたはら のぶつな、嘉永2年9月（1849年） - 明治34年（1901年）11月4日）は、日本の政治家（衆議院議員、長野県会議員）。初名は森太郎、通称は東五郎、諱は信允。

## 来歴
信濃国伊那郡座光寺村（現長野県飯田市）の庄屋北原稲雄の長男に生まれる。父に倣い、平田篤胤の没後門人となる。明治元年（1868年）の戊辰戦争では鎮撫副総督澤為量に従軍して奥羽地方を転戦した。翌年帰郷し、官軍から太刀一振りと金若干を賜り、信濃飯田藩主堀親広から士族に列せられた。同6年（1873年）村戸長、学校学事掛となり、同9年（1876年）名古屋裁判所に出仕し、翌年（1877年）山梨県属となったが、辞職し帰郷した。
同17年（1884年）長野県会議員となり、同21年（1888年）に同常置委員、のち副議長を務めた。同27年（1894年）第4回衆議院議員総選挙に出馬し当選した。

## 親族
- 弟 北原阿智之助（衆議院議員）[2]